# Гараев, Заур
Заур Гараев (азерб. Zaur Qarayev; 25 июня 1968) — советский и азербайджанский футболист, центральный полузащитник и защитник. Выступал за сборную Азербайджана.

## Биография
Первые матчи во взрослом футболе сыграл в 1985 году во второй лиге СССР за клуб «Автомобилист» (Мингечевир). Пропустив несколько сезонов, в 1990 году вернулся в клуб из Мингечевира, переименованный в «Кюр» и выступавший во второй низшей лиге, и стал лучшим бомбардиром клуба в сезоне с 16 голами. В 1991 году играл за другой клуб второй низшей лиги — «Автомобилист» (Евлах), и тоже стал его лучшим бомбардиром (15 голов).
После распада СССР стал выступать за клубы высшего дивизиона Азербайджана. В начале 1992 года вернулся в «Кюр», но почти сразу перешёл в «Карабах» (Агдам), в его составе в коротком весеннем сезоне 1993 года стал чемпионом и обладателем Кубка Азербайджана. В ходе сезона 1993/94 вернулся в «Кюр», но спустя полтора года снова перешёл в «Карабах» и провёл в клубе следующие четыре сезона. Финалист Кубка Азербайджана 1995/1996, 1997/1998. В сезоне 1996/1997, когда агдамский клуб завоевал серебряные медали чемпионата, игрок ни разу не вышел на поле. В сезоне 1999/2000 играл за «АНС Пивани» (Баку), а последний сезон в профессиональной карьере снова провёл в «Карабахе».
Всего в высшей лиге Азербайджана сыграл 156 матчей и забил 21 гол.
Участник первого в истории официального матча сборной Азербайджана — 17 сентября 1992 года против Грузии (3:6). В 1993 году принял участие в международном турнире в Тегеране и в ещё одной товарищеской игре, а последний матч за сборную провёл в 1994 году против Молдавии. Всего на его счету 6 матчей за сборную.

## Достижения
- Чемпион Азербайджана: 1993
- Обладатель Кубка Азербайджана: 1993
- Финалист Кубка Азербайджана: 1995/96, 1997/98